# Linea di demarcazione militare coreana
La linea di demarcazione militare (LDM) o linea dell'armistizio  (in coreano 한반도 군사 분계선?; Hanbando gunsa bungyeseon, che significa "la demarcazione militare della penisola") segna il confine o linea di demarcazione tra la Corea del Nord e la Corea del Sud. Il confine fra le due Coree fu istituito a seguito dell'occupazione sovietica della parte settentrionale della Corea per dividerla dalla parte meridionale, occupata invece dagli Stati Uniti d'America, al termine della Seconda guerra mondiale. L'occupazione straniera durò tre anni e il suo esito fu la divisione della Corea in due nazioni diverse nel 1948 e il confine terrestre fra i due nuovi Stati era di conseguenza già presente. 
È il confine più armato e sorvegliato del mondo a seguito della fine delle operazioni belliche della guerra di Corea nel 1953. Non essendo mai stato stipulato un trattato di pace fra Corea del Nord e Corea del Sud, ma solo un armistizio sottoscritto da Corea del Nord, Repubblica Popolare Cinese e Nazioni Unite a Panmunjeom, il conflitto è infatti ancora legalmente in corso.

## Storia e geografia
Su entrambi i lati della linea scorre la Zona demilitarizzata coreana. La linea di demarcazione militare si estende per 248 km lungo il 38º parallelo e fu stabilita a seguito del "cessate il fuoco" alla fine della Guerra di Corea nel 1953. La linea è segnalata da 1.292 cartelli identici piazzati lungo il percorso. Sul lato nord i cartelli sono scritti in coreano e cinese (tradizionale), mentre sul lato sud in coreano e Inglese.
In coreano la linea viene definita Hyujeonseon, ovvero "linea del cessate il fuoco, o Gunsa Bungye-seon (군사분계선), letteralmente "linea di demarcazione militare". Nel linguaggio comune viene invece utilizzato il termine Sampalseon (삼팔선, "38º parallelo nord"), nome probabilmente coniato al termine della Seconda guerra mondiale.

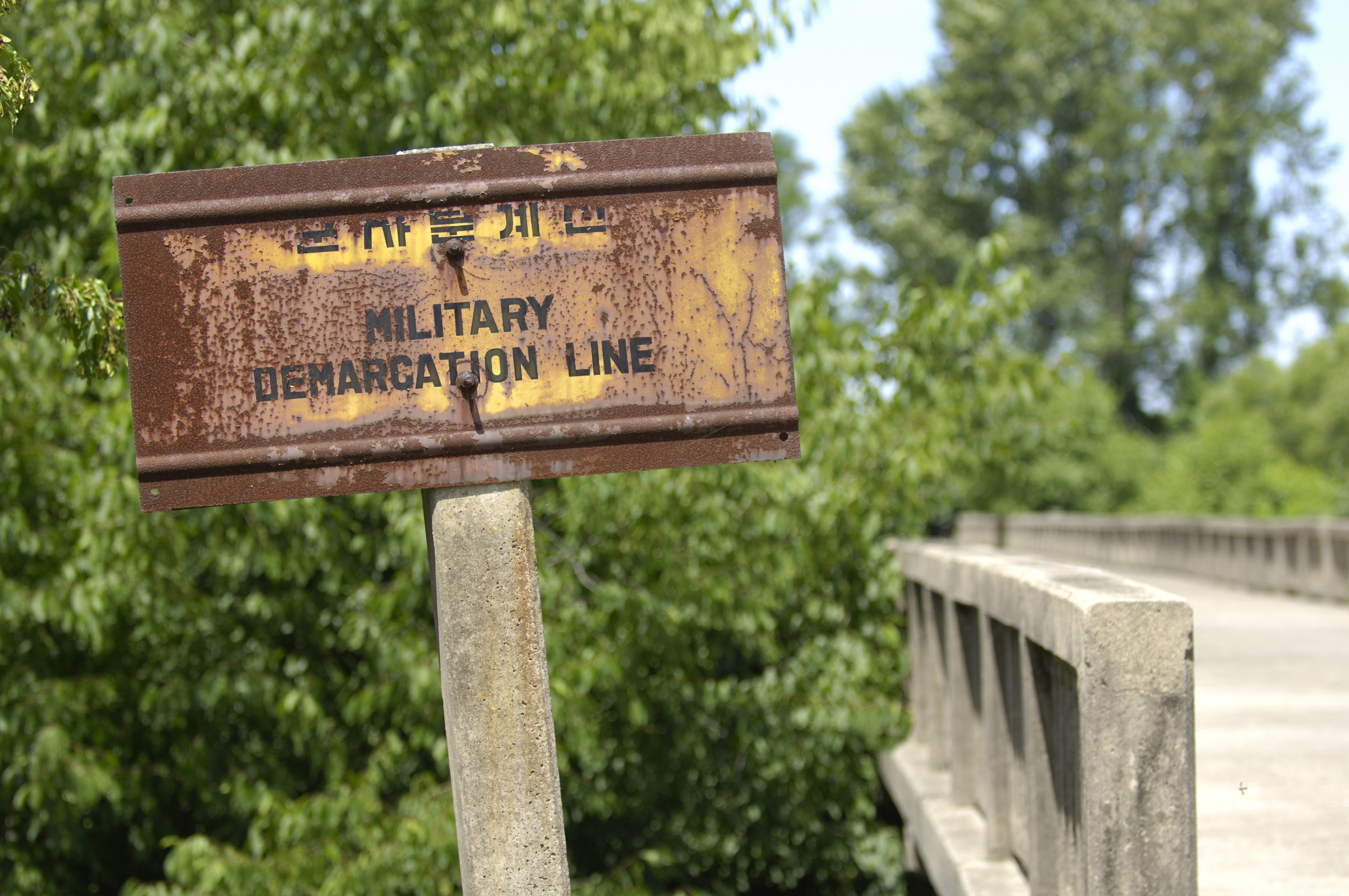
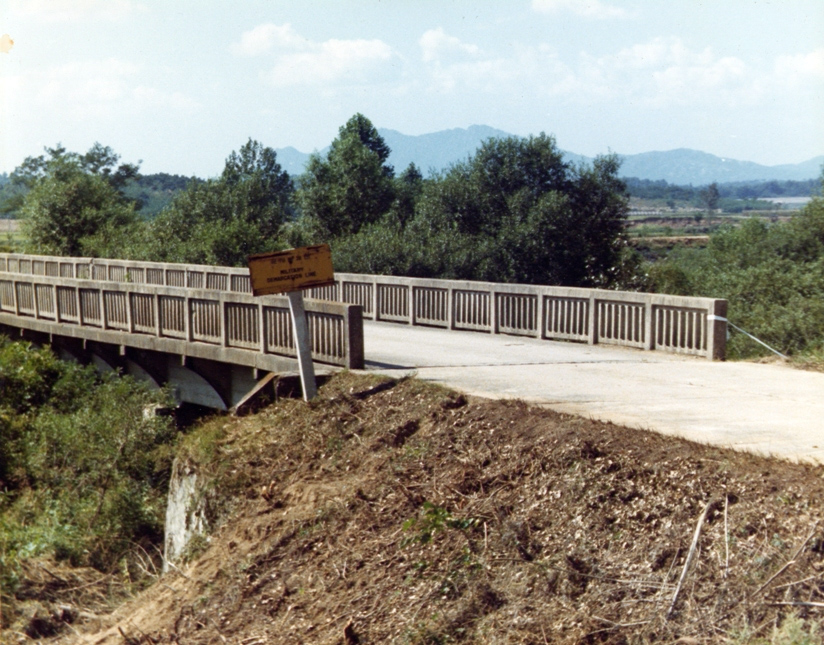

## La Zona demilitarizzata coreana

Mappa della zona demilitarizzata coreana. La ZDC è colorata in rosso. La linea del confine (linea nera) corre nel mezzo della ZDC.

È una striscia di terra che attraversa la Penisola Coreana, istituita di comune accordo tra la Corea del Nord, la Cina e le Nazioni Unite nel 1953 e che funge da zona cuscinetto tra le due Coree. Divide la Penisola Coreana in due parti, attraversa il 38º parallelo (rappresentante il precedente confine tra i due stati) con un angolo acuto, con la parte ovest a sud del 38º parallelo, e la parte est a nord dello stesso. Lunga 248 km e larga 4 km, è, nonostante il nome, il confine più armato del mondo. Nel corso degli anni la zona è stata teatro di diversi incidenti che hanno coinvolto sia civili che militari.
La zona fu stabilita come tale alla fine della guerra di Corea; con l'armistizio del 27 luglio 1953 le due parti in guerra accettarono di fare arretrare le proprie truppe di 2.000 metri dalla linea di demarcazione militare coreana, creando così una zona cuscinetto di 4 km di larghezza. La linea di demarcazione militare coreana, in inglese "Military Demarcation Line (MDL)", si trova al centro della ZDC, ed indica esattamente la posizione del fronte al momento della firma dell'armistizio.
All'interno della zona demilitarizzata, presso la costa occidentale peninsulare, vi è l'Area di Sicurezza Congiunta, dove le negoziazioni hanno luogo e dove furono firmati i principali trattati. Inizialmente era il solo punto di contatto tra le due Coree, ma nel 2007 le cose cambiarono quando fu rimessa in funzione la ferrovia attraversante la zona demilitarizzata.
Nel 2018 il Presidente della Corea del Sud oltrepassa il confine e quello del Nord fa la medesima cosa per un incontro pacifico. La foto della stretta di mano tra i due presidenti fa il giro del mondo.
L'abbandono da parte degli esseri umani ha permesso alla flora e alla fauna locale di diffondersi creando un cosiddetto "parco involontario". La zona demilitarizzata è oggi riconosciuta come uno degli habitat della zona temperata meglio preservati. I ricercatori hanno identificato circa 2900 specie vegetali, 70 diverse specie di mammiferi e 320 specie di uccelli. Molte specie animali e vegetali considerate a rischio hanno ripopolato l'area. Tra queste si annoverano le rare gru della Manciuria, tradizionalmente identificata in Asia come animale portatore di pace e fortuna, la gru dal collo bianco, la gazza azzurra e gli ancor più rari leopardo dell'Amur e il goral.

## Riconnessione di strada della LDM
Il 22 novembre 2018, la Corea del Nord e la Corea del Sud hanno completato la costruzione per collegare una strada di tre chilometri lungo la ZDC. La strada, che attraversa la LDM, ha 1,7 km in Corea del Sud e 1,3 km in Corea del Nord.  La strada è stata ricollegata per la prima volta in 14 anni nel tentativo di assistere a un Arrowhead Hill della ZDC che coinvolge la rimozione delle mine e l'esumazione dei resti della Guerra di Corea.

## Servizi di trasporto inter-coreano
Il 30 novembre 2018, in seguito alla rimozione dei posti di guardia "di prima linea" e delle mine terrestri di Arrowhead Hill, il trasporto ferroviario tra Nord e Sud Corea, cessato nel novembre 2008, riprende quando un treno sudcoreano attraversa la LDM in Corea del Nord. L'8 dicembre 2018 un autobus sudcoreano ha attraversato la LDM in Corea del Nord.

## Passaggio di confine militare
Il 12 dicembre 2018, i militanti di entrambe le Coree hanno attraversato la LDM nei rispettivi paesi opposti per la prima volta nella storia per ispezionare la verifica della rimozione dei posti di guardia "di prima linea".